# Ramón Peña
Pour les articles homonymes, voir Peña.
Ramón Arturo Peña Padilla (né le 5 mai 1962 à Saint-Domingue, République dominicaine) est un lanceur droitier de baseball ayant joué en Ligue majeure en 1989.
Il est le frère du receveur de baseball Tony Peña et l'oncle de Tony Peña, Jr.

## Carrière
Mis sous contrat pour la première fois en 1980 par les Pirates de Pittsburgh de la MLB, Ramón Peña joue brièvement en ligues mineures dans cette organisation avant de rejoindre celle des Tigers de Détroit en 1984. Il ne perce l'alignement d'une équipe des majeures que le 27 avril 1989 avec les Tigers, pour qui il dispute 8 parties comme lanceur de relève durant cette unique saison. En 18 manches lancées, il affiche une moyenne de points mérités de 6,00 avec 12 retraits sur des prises et 8 buts-sur-balles alloués. Il n'est impliqué dans aucune décision. Il joue sa dernière partie le 5 août 1989.